# Loxam
Loxam est une société française de location de matériels de BTP basée en France qui a des activités en Europe, en Afrique du Nord, au Moyen-Orient[réf. nécessaire] et en Amérique du Sud.

## Historique
Créée en juillet 1967 sous le nom de « SAM » (Société Armoricaine de Matériel) par M. Le Du et M. Joseph Robin, elle commence son développement sur la Bretagne et la Loire-Atlantique jusqu'en 1978 où elle est rachetée par la Lyonnaise des Eaux. À partir de cette date, sous la présidence de Philippe Rappeneau, la société se structure et étend son implantation qui, en 1986, compte 44 agences (avec des rachats de société : Mangeard, SCIP, Fleury Matériel, Silem, etc.).
En 1987, elle est rachetée par le Groupe Origny Desvroise et devient « SAM Location »[réf. souhaitée]. Elle connaît alors une forte expansion avec une couverture nationale de 119 agences.
Sam Location devient « Loxam » en 1994.
En 1998, le groupe acquiert Serre & Ansot pour accélérer son développement en France. Le groupe a poursuivi son développement en Europe avec les rachats des sociétés Locma en Belgique et Comrent en Allemagne et la division location de matériels d'élévation de la société Rentokil Inintial implantée en Grande-Bretagne et en Irlande en 1999/2000
En 2004, Loxam acquiert Loueurs de France BTP et son réseau de 57 agences. Puis Loxam acquiert le groupe Laho Equipement en 2007 et Lev et Royans Levage, filiales location de Haulotte Group et son réseau de 25 agences en France en 2008.
En 2006, Loxam acquiert Spreeuwenberg aux Pays-Bas qui est devenue Loxam Access Spreeuwenberg, puis en 2007, il acquiert Realsa Alquiler, DNE Materieludlejning et JJ Maskinudlejning[pertinence contestée].
La direction générale a quitté Châtenay-Malabry en novembre 2008 pour la Porte Maillot à Paris où sont rassemblées toutes les filiales du groupe. Le nouveau siège abrite 11 000 m2 de bureaux.
En juillet 2010, Loxam acquiert la société belge Locamachine qui possède cinq agences pour un million de chiffre d'affaires.
En 2011, les fonds d’investissement 3i et Pragma Capital entrent au capital à hauteur de 15 % pour financer les projets de développement et de croissance externe.
En 2011, Loxam acquiert la société strasbourgeoise Locarest.
En 2012, Loxam acquiert une partie des activités du marseillais Mediaco.
En 2015, Loxam rachète 62 agences en France et en Espagne à Hertz Equipement Rental Corporation.
En février 2017, Loxam acquiert l'entreprise britannique Lavendon pour 538 millions d'euros,. Le même mois, Loxam rachète le Groupe Hune,. En septembre de la même année, elle prend 80 % du capital de l’italien Nacanco, et est désormais présent dans seize pays,. En fin d'année, l'entreprise acquiert l'entreprise irlandaise Swan.
En 2017, 3i cède sa participation à Loxam à la faveur d’un programme de rachat d’actions.
En juin 2018, Loxam annonce l’acquisition de Nove, entreprise italienne de location de matériel d’élévation auprès de Haulotte,.
En 2019, Loxam rachète, pour 970 millions d'euros, Ramirent, entreprise finlandaise, côtée à Helsinki,.
En juin 2021, Loxam acquiert l'entreprise danoise JM Trykluft.
En juillet 2022, Loxam reprend l'entreprise Sofranel, basée à Wambrechies, spécialisée dans la location de matériel de chantier et d'espaces verts,. En novembre, l'entreprise obtient un prêt de la Banque européenne d'investissement (BEI) de 130 millions d'euros destinés à financer l'achat de matériels bas carbone,.
En février 2023, Loxam annonce un accord de partenariat avec Bouygues Energies et Services portant sur l'hydrogène,. Trois mois plus tard, l'entreprise rachète Motormac Rental au Brésil.
En septembre 2024, Loxam s'allie à Novum Tech, entreprise d'électrification des engins, pour verdir son parc de matériels,.

## Chiffres et métiers
Au 31 décembre 2016, 750 agences Loxam sont implantées dans 21 pays, et l'entreprise comprend des sociétés de location généralistes, spécialisées et internationales.
En 2024, Loxam atteint 1091 agences implantées dans 30 pays et près de 11.800 collaborateurs.

## Sponsoring
La société Loxam est le sponsor principal sur les maillots de football extérieurs du FC Nantes (alors FC Nantes Atlantique) de la saison 1997-1998 à 2002-2003[source insuffisante].
En juin 2023, Loxam devient partenaire de la Fédération Française d’Équitation (FFE). L'entreprise est également sponsor officiel de la Coupe du Monde de Rugby France 2023 et supporteur officiel des Jeux Olympiques et Paralympiques de Paris 2024,.